# Joan Miró i Galofré
Joan Miró i Galofré (Sant Sadurní d'Anoia, 21 de febrer de 1912 - Barcelona, 25 de març de 2004) fou un futbolista català de la dècada de 1920.

## Trajectòria
Fou futbolista de la UE Sants entre els anys 1927 i 1930. La seva temporada més destacada fou la 1930-31, com a jugador del CE Europa, amb qui disputà 13 partits i marcà 4 gols a la primera divisió espanyola. La temporada següent jugà amb el Catalunya FC (continuador de l'Europa) i amb el FC Barcelona, 11 partits amistosos i 7 gols l'any 1931.
El 17 de març de 1929 disputà un partit d'homenatge a Patrici Caicedo entre l'Espanyol i una selecció catalana formada per jugadors de la UE Sants reforçada per jugadors de l'Europa i el Júpiter.